# Turn On the Bright Lights
Turn On The Bright Lights (en español: Enciende las brillantes luces ) es el primer álbum de estudio de la banda estadounidense post-punk revival Interpol. Fue grabado en noviembre del 2001 en Tarquin Studios en Connecticut y coproducido por Peter Katis y Gareth Jones. Se lanzó el 19 de agosto de 2002 en el Reino Unido y el 20 de agosto en Estados Unidos por Matador Records.
Se posicionó en el lugar 101 de la lista UK album chart. Fue el número 158 en Billboard 200 en los E.U.A y estuvo 73 semanas en el Billboard Independient Albums en el quinto puesto.
El álbum ha sido comparado con la música de Joy Division y The Chameleons y se sacaron como sencillos los temas: Obstacle 1, PDA Y NYC.

## Lista de canciones
Todas las canciones escritas por Interpol.
1. "Untitled" – 3:56
2. "Obstacle 1" – 4:11
3. "NYC" – 4:20
4. "PDA" – 4:59
5. "Say Hello to the Angels" – 4:28
6. "Hands Away" – 3:05
7. "Obstacle 2" – 3:47
8. "Stella Was a Diver and She Was Always Down" – 6:28
9. "Roland" – 3:35
10. "The New" – 6:07
11. "Leif Erikson" – 4:00